# C・J・ラング
C・J・ラング（C.J. Laing、1956年8月1日 – ）は、1970年代の所謂ポルノの黄金時代に活躍したアメリカ合衆国の元ポルノ女優。AVN殿堂とXRCO殿堂のメンバーである。

## 来歴
ニューヨーク出身で、サンフランシスコに住んでいた
。彼女は1970年代のサンフランシスコ音楽のファンで、サンフランシスコでヒッチハイクし、エンジェルズ・オブ・ライトと共同住宅に滞在した。金を稼ぐためにミッチェル・ブラザーズのオーディションを受け、ジューク・ジョイント・シリーズの一環である「ポルノ・ループス」に出演した。ミッチェル・ブラザーズはニューヨークで彼女をバックリー・ブラザーズに紹介した。彼らは1974年にラングをグウェン・スターという芸名でジェイミー・ギリスの相手役として、初の長編映画にキャスティングした。
ラングは1970年代に50本以上の映画と「ループス」に出演し、中でも『絶頂夫人』(Anyone But My Husband) と『バーバラ・ブロードキャスト』が最も知られている。
ラングはタイム誌で以下のように発言が引用されている。「私は意図的に演技をしませんでした。自分を俳優だと言っている、これらの映画の出演者たちを軽蔑していました。“冗談でしょ。やってる事はファックとおしゃぶりよ!”と言ってやりたかった。」
1970年代後半、ラングはミッチェル・ブラザーズ・オファーレル劇場や彼らが所有する他の劇場でライブ・ショーを行なった。
1989年に「映画の先駆者」としてXRCO殿堂入りを果たした。2005年、「所謂ポルノの黄金時代における最もエキサイティングなスターの1人」として、また「当時としては最強のパフォーマンスの数々を披露したエネルギッシュな女優」としてAVN殿堂入りも果たした。

## 主な出演作品
- 『Oriental Blue』（1975年）
- 『絶頂夫人』（Anyone But My Husband、1975年）
- 『The Vixens of Kung Fu』（1975年)
- 『Sweet Punkin』（1976年）
- 『ウォーターパワー/アブノーマル・スペシャル』（Water Power、1976年）
- 『バーバラ・ブロードキャスト』（Barbara Broadcast、1977年）
- 『Unwilling Lovers』（1977年）
- 『セックス・トリップ/恍惚』（Dirty Lily、1978年）
- 『マラスキーノ・チェリー/夢性』（Maraschino Cherry、1978年）